# Un cuore così bianco
Un cuore così bianco è un romanzo dello scrittore spagnolo Javier Marías pubblicato nel 1992 e insignito di numerosi premi nazionali e internazionali. Spesso definito l'"opera maestra" dello scrittore, il romanzo ha vinto l'International IMPAC Dublin Literary Award nel 1997.

## Titolo
Il titolo di questo romanzo (come lo sarà anche quello di un romanzo posteriore Domani nella battaglia pensa a me, 1994) è shakespeariano. L'espressione “un cuore così bianco” è rivolta da lady Macbeth al marito di ritorno dall'assassinio del re Duncan. Tentando di alleviarne l'angoscia per l'omicidio appena commesso, la donna vorrebbe distogliere il marito dal pensiero dell'omicidio e, dopo essersi sporcata le mani con il sangue del re morto, insudicia i pugnali dei servitori, che stavano vegliando la stanza del loro signore, facendo in modo che essi venissero incolpati al posto di Macbeth. A questo punto pronuncia la frase: “Le mie mani sono del tuo stesso colore, ma mi vergogno di avere un cuore così bianco” mettendo forse al tempo stesso in evidenza che lei non ha commesso il fatto, ne è dunque innocente, ma non ha avuto paura di contagiarsi del sangue dell'assassinato divenendo complice dell'assassinio.
Dentro a questa situazione si situa la metafora che permea tutto il romanzo. Una colpa non confessata, un segreto, può rimanere per anni sepolta nel cuore e non venire svelata oppure può venire svelata provocando sconvolgimenti nella vita delle persone. Svelare o non svelare un segreto, confessare o non confessare una colpa, informare o non informare, rendere o no partecipe un altro essere umano di un episodio che può cambiare la vita. Il romanzo si svolge tra questi due poli, le situazioni si ripetono nel tempo e nello spazio a diversi livelli ma sempre, in qualche modo, si tratta dello svelamento o del nascondimento di una colpa o di un segreto. E sempre si oscilla tra il cambiamento totale che cose accadute o non accadute provocano oppure il permanere nell'immobilismo nonostante ciò che accade o non accade.

## Trama
Juan di professione interprete, lavora per organismi internazionali e fa traduzioni simultanee in circostanze molto ufficiali. Sposa una donna, Luisa, che fa il suo stesso mestiere. I due iniziano la loro vita matrimoniale organizzando la loro nuova casa e intrattenendo rapporti con la famiglia e gli amici. Il padre di Juan, Ranz, si rivela subito un personaggio molto particolare in quanto si capisce che questo importante critico d'arte, consigliere di musei come il Prado e i Guggenheim, porta con sé da anni un segreto che è molto riluttante a rivelare al figlio e riguardo al quale è del tutto insofferente. Juan sa solamente che prima della sua nascita, il padre era sposato con la sorella di sua madre, Teresa, che si è tolta la vita con un colpo di pistola pochi giorni dopo il rientro dal viaggio di nozze. Il padre, rimasto vedovo, sposa la sorella di Teresa, Juana, la madre di Juan.
Nessuno ha mai saputo il motivo del suicidio di Teresa ma Juan scopre che il padre prima di incontrare la propria zia aveva avuto un altro matrimonio con una donna misteriosa di cui nessuno sa niente. Attraverso rivelazioni che provengono da altri personaggi, conoscenti e amici della coppia, la vicenda a poco a poco si ricompone. Alla fine la moglie di Juan, Luisa, riesce, dopo diversi tentativi, a far parlare Ranz il quale rivela tutto il mistero. Juan, che senza volerlo è rimasto chiuso in una stanza, può ascoltare la storia della vita del padre e della sua famiglia senza che il padre gliela debba raccontare direttamente.
Il tema della colpa, del segreto, dell'opportunità o meno di rivelarli, della complicità con la colpa e della complicità involontaria dovuta al solo essere informati della colpa si rincorrono per tutto il romanzo anche in episodi collaterali: la conversazione fra un uomo e una donna avvenuta in una stanza vicina ascoltata casualmente da Juan in un albergo dell'Avana durante il viaggio di nozze; il soggiorno di otto settimane di Juan a New York, durante un turno di traduzioni alla Nazioni Unite, nell'appartamento di un'amica e la complicità nelle vicende amorose di quest'ultima; la presenza una sera piovosa di un amico di famiglia sotto le finestre della casa di Juan e Luisa e il sospetto che potesse trattarsi di un tradimento di Luisa.

## Edizioni
- Javier Marías, Un cuore così bianco, traduzione di Paola Tommasinelli, Einaudi, 1999,  p. 326, ISBN 978-88-06-17308-1.